# Futbol'nyj Klub LNZ
Il Futbol'nyj Klub LNZ (in ucraino Футбольний клуб ЛНЗ?, meglio noto come LNZ Čerkasy, è una società calcistica ucraina con sede nella città di Čerkasy. Milita nella Prem"jer-liha, la massima serie del campionato ucraino di calcio. È di proprietà di LNZ Group, azienda del settore agro-industriale.

## Storia
Fondata nel 2006, il club ha avuto sede nella città di Špola e ha iniziato il suo cammino nelle divisioni regionali. Nel 2009 e nel 2011 si laurea campione regionale.
Nel 2013, la società cambia sede, spostandosi nella cittadina di Lebedyn. Nel 2016 e nel 2017, la squadra vince nuovamente il campionato della sua regione. Nel 2018 vince la Coppa d'Ucraina amatoriale, battendo in finale il Viktorija Mykolaïvka. La stagione successiva, prende parte alla Coppa d'Ucraina 2018-2019, dove viene eliminata al secondo turno.
Nel 2021, la squadra cambia la sua sede nella città di Čerkasy, ottiene lo status di club professionistico e si iscrive alla Druha Liha. L'anno successivo, complici le numerose defezioni causate dall'invasione russa dell'Ucraina del 2022, il club viene ammesso al campionato di seconda serie. Il suo primo anno nella serie cadetta termina con un terzo posto e una promozione in Prem"jer-liha dopo aver battuto l'Inhulec' allo spareggio.

## Cronistoria del nome
- 2006: Fondato come Špola-LNZ-Lebedyn
- 2013: Rinominato in LNZ-Lebedyn
- 2021: Rinominato in LNZ

## Organico

### Rosa 2024-2025
| N. |                        | Ruolo | Calciatore             |
| -- | ---------------------- | ----- | ---------------------- |
| 1  | Lussemburgo (bandiera) | C     | Olivier Thill          |
| 4  | Albania (bandiera)     | D     | Ajdi Dajko             |
| 5  | Kosovo (bandiera)      | D     | Hajdin Salihu          |
| 6  | Ucraina (bandiera)     | C     | V″jačeslav Tankovs'kyj |
| 7  | Capo Verde (bandiera)  | C     | Eynel Soares           |
| 9  | Ucraina (bandiera)     | C     | Artur Avahimjan        |
| 10 | Ucraina (bandiera)     | C     | Vitalij Bojko          |
| 11 | Ucraina (bandiera)     | C     | Hennadij Pasič         |
| 14 | Ucraina (bandiera)     | D     | Oleksandr Drambajev    |
| 15 | Kosovo (bandiera)      | C     | Muharrem Jashari       |
| 17 | Ucraina (bandiera)     | C     | Oleksandr Yakymenko    |
| 18 | Ucraina (bandiera)     | D     | Oleksandr Kaplijenko   |
| 19 | Israele (bandiera)     | A     | Osama Khalaila         |

| N. |                    | Ruolo | Calciatore          |
| -- | ------------------ | ----- | ------------------- |
| 20 | Camerun (bandiera) | A     | Mollo Bessala       |
| 21 | Ucraina (bandiera) | P     | Yevgeniy Kucherenko |
| 22 | Nigeria (bandiera) | A     | Francis Momoh       |
| 23 | Ucraina (bandiera) | C     | Denys Šelichov      |
| 33 | Ucraina (bandiera) | D     | Illja Putrja        |
| 34 | Ucraina (bandiera) | D     | Nazarij Muravs'kyj  |
| 55 | Georgia (bandiera) | C     | Shota Nonikashvili  |
| 70 | Ucraina (bandiera) | C     | Vladyslav Naumec'   |
| 72 | Ucraina (bandiera) | P     | Kirill Samoylenko   |
| 77 | Ucraina (bandiera) | C     | Bohdan Kushnirenko  |
| 90 | Ghana (bandiera)   | A     | Mark Assinor        |
| 94 | Ucraina (bandiera) | P     | Herman Pen'kov      |
|    | Ucraina (bandiera) | D     | Denys Norenkov      |

## Palmarès

### Altri piazzamenti
- Perša Liha:

Terzo posto: 2022-2023